# Familia Focas
Focas (en griego: Φωκᾶς), en femenino Focaina (en griego: Φώκαινα), fue el nombre de una familia aristocrática bizantina originaria de Capadocia que entre los siglos IX y X dio origen a varios generales importantes y un emperador, Nicéforo II Focas (963-969). Sus miembros monopolizaron el alto mando del ejército bizantino durante gran parte del siglo X y dirigieron una victoriosa ofensiva bizantina contra los árabes en Oriente. Como una de las principales familias de la aristocracia militar de Anatolia, los Focas también participaron en una serie de revueltas contra los emperadores en Constantinopla. Su poder disminuyó significativamente durante el reinado de Basilio II (976-1025) y la familia perdió su importancia a partir de ese momento.

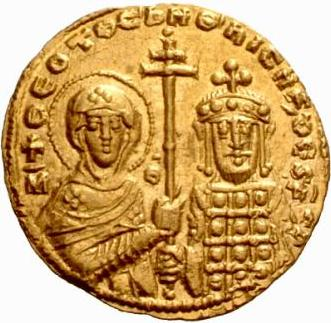
Histamenon de Nicéforo II

## Historia

### Origen y primeros miembros
Según Miguel Ataliates, la familia descendía de la antigua gens Fabia romana, mientras que Ali ibn al-Athir le atribuye un origen árabe de Tarso. Estas teorías, sin embargo, son invenciones posteriores. Sea cual sea su origen, los Focas parecen haberse asentado en Capadocia, donde sus propiedades estaban concentradas. Varios autores han especulado acerca de un origen armenio o georgiano, como forma de explicar la presencia frecuente del nombre «Bardas» entre los miembros de la familia, pero ninguna de estas afirmaciones ha sido demostrada de forma concluyente.
El primer miembro de la familia mencionado en las fuentes fue un soldado, probablemente de origen humilde, llamado Focas en 872. Su hijo, Nicéforo Focas el Viejo, se convirtió en un distinguido general con grandes victorias contra los árabes, principalmente en el sur de Italia, y llegó a la posición de doméstico de las escolas. El hijo de este, León Focas el Viejo, también fue doméstico de las escolas, pero fue derrotado por el zar búlgaro Simeón I. Posteriormente intentó sin éxito impedir el ascenso al trono de Romano I Lecapeno en 919, pero fue capturado y cegado. Su hermano, Bardas Focas el Viejo, ya activo como general, cayó en desgracia por un tiempo, pero cuando Lecapeno cayó en el 944, era un patricio y general de alto rango.

### Auge y caída
Después de la caída de la familia Lecapeno, Constantino VII nombró a Bardas doméstico de las escolas, mientras que sus hijos, Nicéforo, León y Constantino fueron nombrados estrategos los themas Anatólico, Capadocio y Seleucida respectivamente. Estos nombramientos comenzaron un período de más de veinte años en la cual los Focas y sus aliados monopolizaron el liderazgo militar en el Imperio. En ese momento, la familia de los Focas un estrecho aliado de los Malinos, una rica y poderosa familia del thema de Carsiano a través del matrimonio de Bardas con una hija de la familia. Otros que estaban estrechamente vinculados y a menudo estrechamente relacionados con ellos por matrimonio fueron los Adralestos, Escleros, Curcuas, Parsacutenos, Balantas y Botaniates.
El propio Bardas, tenía sesenta años cuando fue nombrado comandante en jefe, se mostró como general mediocre, sufriendo una serie de derrotas contra el emir hamdánida Sayf al-Dawla. Una de ellas, en 953, terminó con su hijo Constantino Focas en manos de al-Daula. Finalmente, en 955, Bardas fue sustituido por su hijo Nicéforo. Con la ayuda de León, que ya tenía una buena reputación, y su sobrino Juan I Tzimisces, Nicéforo consiguió varias victorias, incluyendo la recuperación de Creta y Chipre, y derrotando en repetidas ocasiones a las fuerzas de Sayf al-Dawla. Con la repentina muerte de Romano II en 963, el popular y poderoso Nicéforo tomó el trono, convirtiéndose en emperador principal y guardián de los dos pequeños hijos del anterior emperador, Basilio II y Constantino VIII. Su padre fue nombrado César y León, curopalate y logoteta del dromo. Como emperador, Nicéforo continuó sus campañas en el este, reconquistando Cilicia y el noroeste de Siria.

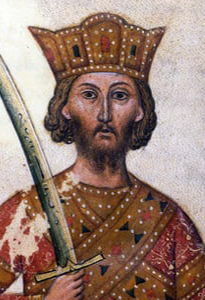
Miniatura de Nicéforo Focas como emperador

El régimen de Nicéforo, sin embargo, rápidamente se hizo impopular, debido a su enfoque sobre temas militares en detrimento de otros y a sus políticas religiosas. Finalmente, en diciembre de 969, fue asesinado por un grupo de generales descontentos encabezados por su sobrino y antiguo favorito Juan Tzimisces, que contaba con la aprobación de la emperatriz Teófano. Los Focas fueron despedidos de sus cargos, perdieron sus títulos y fueron exiliados por el nuevo régimen. Bardas Focas el Joven, el hijo menor del curopalate León y antiguo dux de Caldia, escapó y comenzó una revuelta en 970, pero fue derrotado, tonsurado y exiliado a Quíos. Al año siguiente, León y su hijo mayor, el patricio Nicéforo fueron cegados y sus posesiones y tierras fueron confiscadas. Sin embargo, un miembro de la familia tuvo un destino diferente: la hija de León, Sofía Focaina, se había casado con el hermano de Constantino Esclero, Bardas Esclero. Constantino era cuñado de Tzimisces y aliado del nuevo emperador. Su hija, Teófano Esclero, se casó en el 972 con el emperador del Sacro Imperio Romano Otón II.
En el año 978, Bardas Focas fue llamado por Basilio II para dirigir las fuerzas imperiales contra la revuelta de Bardas Esclero. Nombrado magistro y doméstico de Oriente, este consiguió derrotar a Esclero, que fue exiliado. Tiempo después, el mismo Focas se rebelaría contra el emperador en el 987, en una insurrección que duró hasta su muerte dos años después en la batalla de Abidos. Esclero, que había regresado del exilio en territorio árabe, trató de asumir el liderazgo de la rebelión con la ayuda de sus hijos, León y Nicéforo, pero pronto se rindió ante el emperador. León trató de resistir en Antioquía, pero fue capturado y entregado a Basilio II por la población.